# Sensor fotónico
Los sensores fotónicos han sido objeto de intensa investigación durante las últimas décadas para su uso en múltiples aplicaciones en entornos civiles y militares, y para la detección de una amplia variedad de parámetros físicos, biológicos, agentes químicos y nucleares, entre otros. Los avances en el diseño de sensores fotónicos y sus múltiples aplicaciones siguen creciendo a un ritmo rápido con los nuevos tipos de fuentes de luz, fibras ópticas y detectores fotónicos. Dentro de este campo en rápido progreso, la investigación de este tipo de sensores genera nuevas soluciones en diferentes campos como la medicina, ingeniería, química, etc.

## Conceptos teóricos
Concepto de fotónica
La fotónica está reconocida como una importante disciplina científica que es esencial para el siglo XXI. Puede definirse como el campo de la ciencia y las tecnologías que estudia y aplica las propiedades fundamentales de la luz y su interacción con la materia. Utiliza muchas veces como elemento principal la luz procedente de un láser, lo que puede implicar el envío de información de un lugar a otro.
Concepto de sensor
Un sensor es un dispositivo capaz de detectar magnitudes físicas o químicas, llamadas variables de instrumentación, y transformarlas en variables eléctricas.
Las fibras ópticas son filamentos de vidrio o plástico, de grosor similar al de un cabello (125 micrómetros). En telecomunicaciones, llevan la información en forma de pulsos de luz que viajan a través de las fibras de un extremo a otro, donde quiera que la fibra vaya (admitiendo curvas) sin interrupción.
Las fibras ópticas tienen mejores prestaciones que los cables de cobre convencionales, tanto en pequeños ambientes autónomos (tales como sistemas de comunicaciones internas y redes de sensores de aviones), como en grandes redes geográficas (como los sistemas de interconexión de larga distancia interurbanos mantenidos por compañías telefónicas).
El principio en que se basa la transmisión de luz por la fibra es la reflexión interna total, la luz que viaja por el centro o núcleo de la fibra incide sobre la superficie externa con un ángulo mayor que el ángulo crítico, de forma que toda la luz se refleja sin pérdidas hacia el interior de la fibra. Así, la luz puede transmitirse a larga distancia reflejándose miles de veces. Para evitar pérdidas por dispersión de luz debida a imperfecciones de la superficie de la fibra, el núcleo de la fibra óptica está recubierto por una capa de vidrio o plástico con un índice de refracción menor, de tal forma que las reflexiones se producen en la superficie que separa el núcleo de la fibra y su recubrimiento. En función del tamaño del núcleo y de la diferencia de índices de refracción entre núcleo y recubrimiento, las fibras ópticas serán monomodo o multimodo.
Por último, en la fibra óptica la señal no se atenúa tanto como en el cobre, ya que en las fibras no se pierde apenas potencia óptica por refracción o dispersión espacial de la luz, consiguiéndose así mejores prestaciones y alcances. En el cobre, sin embargo, las señales se ven disminuidas por la atenuación del material al propagar las ondas electromagnéticas, que depende de la frecuencia. Tanto en los cables de cobre como en las fibras ópticas se pueden transmitir a la vez por el mismo medio conductor varias señales diferentes con distintas frecuencias para distinguirlas, lo que se denomina multiplexación de señales.

## Definición y concepto
Un sensor fotónico puede ser algo tan sencillo como un mero fotodetector de luz infrarroja (con la electrónica asociada) con aplicaciones en seguridad o medida de temperatura.
Los sensores fotónicos más versátiles y eficientes están basados, además de en la fotónica, en la fibra óptica y se emplean en diversos campos para medir parámetros físicos y químicos de interés gracias a su reducido tamaño, con un diámetro que apenas mide 125 micras, lo que supone aproximadamente el grosor de un cabello humano.
Estos sensores además de presentar la característica de un tamaño casi minúsculo, tienen también un peso ligero, alta resolución, inmunidad a las interferencias electromagnéticas, largo alcance, la capacidad de multiplexación de diferentes señales en la misma red de sensores y su utilización en ciertas aplicaciones de bajo coste. 
Los sensores fotónicos pueden utilizar diferentes características de la señal óptica tales como su intensidad, fase (interferometría), polarización, longitud de onda (espectroscopia), dando lugar a un gran número de diseños de sensores diferentes. Estas diferencias pueden surgir en las estructuras físicas empleadas, en la fuente óptica o los sistemas de detección, en la señal sistemas de demodulación, o en nuevas combinaciones de estos.
A diferencia de los sensores electrónicos, los sensores fotonicos son inmunes a la interferencia electromagnética y a los fallos en los componentes eléctricos en entornos adversos debido a su construcción puramente opto-mecánica. En el caso de los sensores de fibra óptica, el equipo interrogador puede estar a muchos metros del sensor. El cable de fibra óptica se utiliza para conectar el conjunto del sensor con un sistema de procesamiento de señales opto-electrónico (el interrogador).

## Fundamentos
Existen sensores fotónicos guiados (por fibra óptica o en óptica integrada) y no guiados. Estos últimos, disponibles desde hace varias décadas, incluyen sistemas espectroscópicos convencionales o por el uso de espectroscopía no lineal, detectores a frecuencias visibles o infrarrojas, sistemas de teledetección LED o láser, etc.
Los sistemas sensores fotónicos por fibra óptica tienen o pueden tener cuatro partes fundamentales:
- El sensor o transductor.
- El interrogador, que emite y recibe la señal óptica.
- El cable óptico.
- Acopladores, multiplexores, amplificadores o conmutadores ópticos(opcional).

El interrogador genera una señal óptica, que se guía por el cable óptico del sensor. Cuando una magnitud, como la presión, temperatura, flujo, etc. se aplica al sensor, los parámetros fundamentales de la luz, tales como la intensidad o longitud de onda, se cambian. La luz retorna modificada a través del cable hasta el interrogador, donde se mide cuidadosamente para determinar la cantidad de cambio en la onda de luz. Se utilizan algoritmos para convertir la señal óptica en una señal electrónica calibrada que puede estar conectada a un sistema de control de procesos, a un sistema de adquisición de datos, o para una visualización en tiempo real. Si es necesaria una etapa de multiplexado son indispensables nuevos componentes, como pueden ser uno o varios acopladores, o multiplexores en longitud de onda, amplificadores ópticos o un conmutador de fibra óptica.
Los sistemas sensores por fibra óptica pueden ser puntuales o distribuidos. Si el interrogador es capaz de detectar variaciones de algún parámetro óptico (típicamente temperatura o deformación) a lo largo de todo el cable óptico, el sistema se llama distribuido. Estos sistemas presentan la gran ventaja de utilizar como transductor el propio cable óptico. Los sistemas puntuales monitorizan sensores dispuestos en posiciones concretas dentro de una red de sensores. Estos últimos sistemas permiten monitorizar muchos más parámetros que los sistemas distribuidos (gases, índice de refracción, etc.)
El alcance de los sistemas distribuidos puede extenderse hasta los 120 km. desde la unidad de interrogación. Para sistemas puntuales, la distancia de monitorización remota puede llegar hasta 250 km.

## Aplicaciones
Los sensores fotónicos presentan múltiples aplicaciones que constituyen una manera de medir cualquier parámetro, ya sea temperatura, tensión mecánica, radiación o parámetros químicos y biológicos. En Ingeniería civil se emplean especialmente para calcular las tensiones y deformaciones en estructuras como puentes, túneles, edificios, aeronaves o en aerogeneradores, viendo las tensiones estructurales de las palas.
Por otro lado, estos sensores se emplean en el diseño de las alas de los aviones; en la biomedicina facilitan la detección de proteínas o la malformación en genes, permiten también la medida de parámetros químicos en aguas residuales para medir la calidad del agua. Gracias a estos pequeños dispositivos se puede controlar qué cantidad de plomo o elementos orgánicos existen en ríos como el Ebro.
Otra de las aplicaciones en las que se utilizan los sensores de fibra óptica es la medida de movimientos. En Estados Unidos, se desarrolló el giróscopo de fibra óptica, capaz de detectar rotaciones mediante la interferencia de haces de luz. El sensor consta de una bobina en la que se enrolla un cable de fibra óptica. Permite conocer el movimiento en cada instante, midiendo el desplazamiento y pudiendo así corregir la trayectoria. Esta tecnología es muy útil en aeronáutica y en la industria de defensa.